# سامانتا فیش
سامانتا فیش (انگلیسی: Samantha Fish؛ زادهٔ ۳۰ ژانویهٔ ۱۹۸۹) خواننده-ترانه‌پرداز، و گیتارنواز اهل ایالات متحده آمریکا است که در سبک بلوز فعالیت دارد. وی از سال ۲۰۰۹ میلادی تاکنون مشغول فعالیت بوده‌است.

## پیشینه
سامانتا فیش در شهر کانزاس‌سیتی ایالت میزوری بزرگ شد. او در آغاز سازهای کوبه‌ای (درامز (می‌نواخت اما در ۱۵ سالگی به گیتارنوازی روی آورد. سامانتا فیش برای شنیدن موسیقی بلوز هنرمندان مختلفی که از نقاط مختلف به سالن ناکل‌هدز (نام: به معنی تالار خِنگ‌ها) شهر کانزاس‌سیتی می‌آمدند مکرراً به آن محل می‌رفت. سامانتا فیش پس از ۱۸ سالگی به خوانندگان و گروه‌های موسیقی که در سالن ناکل‌هدز برنامه داشتند پیوست.

## آهنگ‌شناسی
- Runaway (فراری) (۲۰۱۱)
- Girls with guitars (۲۰۱۱) (دختر با گیتار)
- Girls with guitars live (۲۰۱۲) (دختر با گیتار، پخش زنده)
- Black Wind Howlin (۲۰۱۳) (زوزه باد سیاه)
- Wild Heart (۲۰۱۵) (قلب وحشی)
- Chills & Fever (۲۰۱۷) (تب و لرز)
- Belle of the west (۲۰۱۷) (زیبای غرب)